# Danh sách đĩa đơn quán quân Hot 100 năm 1994 (Mỹ)
Billboard Hot 100, công bố hàng tuần bởi tạp chí Billboard, là bảng xếp hạng các đĩa đơn thành công nhất tại thị trường âm nhạc Hoa Kỳ. Các số liệu cho việc xếp hạng được Nielsen SoundScan tổng hợp chung dựa trên doanh số đĩa thường và nhạc số và tần suất phát trên sóng phát thanh.

## Lịch sử xếp hạng
| Ngày             | Bài hát                     | Nghệ sĩ                           | Liên kết |
| ---------------- | --------------------------- | --------------------------------- | -------- |
| Tháng 1 ngày 1   | "Hero"                      | Mariah Carey                      |          |
| Tháng 1 ngày 8   | "Hero"                      | Mariah Carey                      |          |
| Tháng 1 ngày 15  | "Hero"                      | Mariah Carey                      |          |
| Tháng 1 ngày 22  | "All for Love"              | Bryan Adams / Rod Stewart / Sting |          |
| Tháng 1 ngày 29  | "All for Love"              | Bryan Adams / Rod Stewart / Sting |          |
| Tháng 2 ngày 5   | "All for Love"              | Bryan Adams / Rod Stewart / Sting |          |
| Tháng 2 ngày 12  | "The Power of Love"         | Céline Dion                       |          |
| Tháng 2 ngày 19  | "The Power of Love"         | Céline Dion                       |          |
| Tháng 2 ngày 26  | "The Power of Love"         | Céline Dion                       |          |
| Tháng 3 ngày 5   | "The Power of Love"         | Céline Dion                       |          |
| Tháng 3 ngày 12  | "The Sign"                  | Ace of Base                       |          |
| Tháng 3 ngày 19  | "The Sign"                  | Ace of Base                       |          |
| Tháng 3 ngày 26  | "The Sign"                  | Ace of Base                       |          |
| Tháng 4 ngày 2   | "The Sign"                  | Ace of Base                       |          |
| Tháng 4 ngày 9   | "Bump n' Grind"             | R. Kelly                          |          |
| Tháng 4 ngày 16  | "Bump n' Grind"             | R. Kelly                          |          |
| Tháng 4 ngày 23  | "Bump n' Grind"             | R. Kelly                          |          |
| Tháng 4 ngày 30  | "Bump n' Grind"             | R. Kelly                          |          |
| Tháng 5 ngày 7   | "The Sign"                  | Ace of Base                       |          |
| Tháng 5 ngày 14  | "The Sign"                  | Ace of Base                       |          |
| Tháng 5 ngày 21  | "I Swear"                   | All-4-One                         |          |
| Tháng 5 ngày 28  | "I Swear"                   | All-4-One                         |          |
| Tháng 6 ngày 4   | "I Swear"                   | All-4-One                         |          |
| Tháng 6 ngày 11  | "I Swear"                   | All-4-One                         |          |
| Tháng 6 ngày 18  | "I Swear"                   | All-4-One                         |          |
| Tháng 6 ngày 25  | "I Swear"                   | All-4-One                         |          |
| Tháng 7 ngày 2   | "I Swear"                   | All-4-One                         |          |
| Tháng 7 ngày 9   | "I Swear"                   | All-4-One                         |          |
| Tháng 7 ngày 16  | "I Swear"                   | All-4-One                         |          |
| Tháng 7 ngày 23  | "I Swear"                   | All-4-One                         |          |
| Tháng 7 ngày 30  | "I Swear"                   | All-4-One                         |          |
| Tháng 8 ngày 6   | "Stay (I Missed You)"       | Lisa Loeb & Nine Stories          |          |
| Tháng 8 ngày 13  | "Stay (I Missed You)"       | Lisa Loeb & Nine Stories          |          |
| Tháng 8 ngày 20  | "Stay (I Missed You)"       | Lisa Loeb & Nine Stories          |          |
| Tháng 8 ngày 27  | "I'll Make Love to You"     | Boyz II Men                       |          |
| Tháng 9 ngày 3   | "I'll Make Love to You"     | Boyz II Men                       |          |
| Tháng 9 ngày 10  | "I'll Make Love to You"     | Boyz II Men                       |          |
| Tháng 9 ngày 17  | "I'll Make Love to You"     | Boyz II Men                       |          |
| Tháng 9 ngày 24  | "I'll Make Love to You"     | Boyz II Men                       |          |
| Tháng 10 ngày 1  | "I'll Make Love to You"     | Boyz II Men                       |          |
| Tháng 10 ngày 8  | "I'll Make Love to You"     | Boyz II Men                       |          |
| Tháng 10 ngày 15 | "I'll Make Love to You"     | Boyz II Men                       |          |
| Tháng 10 ngày 22 | "I'll Make Love to You"     | Boyz II Men                       |          |
| Tháng 10 ngày 29 | "I'll Make Love to You"     | Boyz II Men                       |          |
| Tháng 11 ngày 5  | "I'll Make Love to You"     | Boyz II Men                       |          |
| Tháng 11 ngày 12 | "I'll Make Love to You"     | Boyz II Men                       |          |
| Tháng 11 ngày 19 | "I'll Make Love to You"     | Boyz II Men                       |          |
| Tháng 11 ngày 26 | "I'll Make Love to You"     | Boyz II Men                       |          |
| Tháng 12 ngày 3  | "On Bended Knee"            | Boyz II Men                       |          |
| Tháng 12 ngày 10 | "On Bended Knee"            | Boyz II Men                       |          |
| Tháng 12 ngày 17 | "Here Comes the Hotstepper" | Ini Kamoze                        |          |
| Tháng 12 ngày 24 | "Here Comes the Hotstepper" | Ini Kamoze                        |          |
| Tháng 12 ngày 31 | "On Bended Knee"            | Boyz II Men                       |          |